# Cyclone Sidr
Le cyclone Sidr est le nom du cyclone tropical qui a traversé les districts côtiers du Bangladesh et de l'État indien du Bengale-Occidental, le 15 novembre 2007 avec des vents soufflant à 260 km/h. Il a causé la mort de plus de 3 400 personnes, des milliers d'autres sont portées disparues ou blessées, laissant craindre un bilan plus élevé. Il s'agit du deuxième plus puissant cyclone depuis 1877 à avoir frappé ce pays. La tempête, accompagnée de vagues de six mètres de haut, a inondé les lacs d'eau douce situés près du niveau de la mer, laissant derrière elle de l'eau salée imbuvable et a ravagé la plus grande mangrove du monde, les Sundarbans, inscrite au patrimoine mondial de l'humanité.
Le nom Sidr provient de la liste de noms soumise par Oman à l'Organisation météorologique mondiale pour les cyclones de l'océan Indien nord. Il s'agit du nom en arabe d'un arbre du type jujubier, le Ziziphus spina-christi, mais ce mot dans la langue de Sri Lanka veut dire trou ou œil.

## Évolution météorologique
Le 9 novembre 2007, une perturbation s'est développée dans le golfe du Bengale, au sud-est des îles Andaman, accompagnée d'un circulation cyclonique à bas niveau près des îles Nicobar. Le cisaillement des vents avec l'altitude était initialement modéré au-dessus de la perturbation ce qui a empêché son organisation initiale mais le forte diffluence des vents en haute atmosphère aida à intensifier les orages en diminuant le cisaillement. 
Par la suite, le cisaillement diminua et la circulation s'intensifia. La première alerte cyclonique fut émise pour les îles Andaman par le Joint Typhoon Warning Center le 11 novembre alors que le système était juste au sud des îles. À peu près au même moment, le centre météorologique indien (India Meteorological Department ou IMD) nomma le système BOB 09. Le Joint Typhoon Warning Center éleva le système au niveau de dépression tropicale 06B après que ses vents furent estimés par la technique de Dvorak à au moins 65 km/h. Plus tard ce jour-là, le cyclone s'intensifia et se déplaça lentement vers le nord-ouest.
Le centre météorologique indien augmenta le niveau du système à celui de tempête tropicale, qu'il nomma Sidr, tôt le 12 novembre. Son intensification fut rapide et la tempête fut classée cyclone tropical intense tôt le 13 novembre par le IMD. Le matin du 15 novembre, le cyclone Sidr avait atteint des vents soutenus de 215 km/h selon le IMD alors que le JTWC les estimait à 250 km/h. Le cyclone Sidr toucha terre officiellement vers 17 heures TU le 15 novembre, à environ 100 km au sud de Dhaka au Bangladesh, avec des vents soufflant à 215 km/h. Il faiblit ensuite rapidement à cause de la friction. La fin de l'alerte cyclonique fut émise le 16 novembre.

## Préparatifs

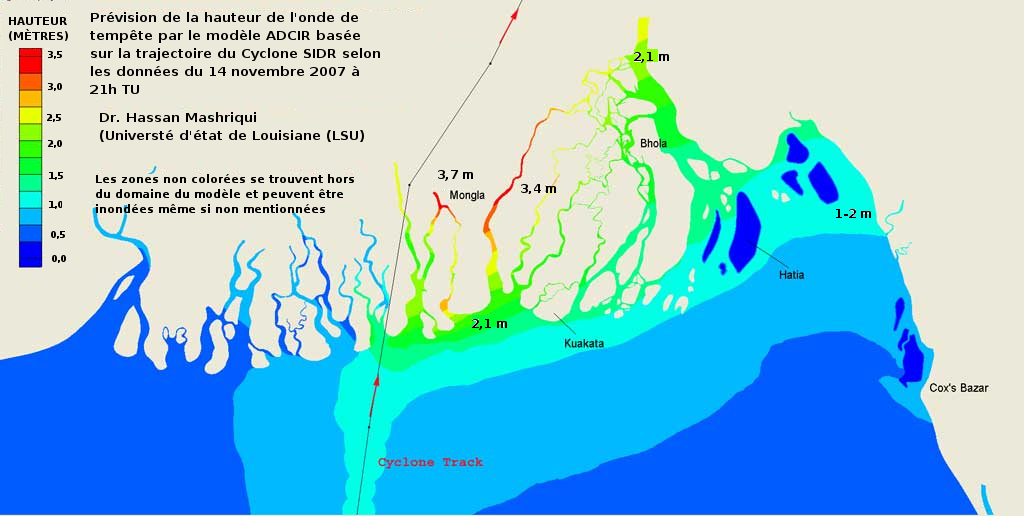
Carte de prévision de la hauteur de l'onde de tempête.

Depuis le désastre de 1991, avec l'aide de la communauté internationale, des murs d'arbres ont été plantés pour amoindrir l'impact de l'onde de tempête dans cette région en grande partie juste au-dessus du niveau de la mer, 1 800 abris ont été construits sur pilotis au Bangladesh et le système d'alerte aux populations amélioré. 
Du côté indien, l’alerte cyclonique fut émise le 14 novembre pour Orissa et l’ouest de l’État du Bengale par le service météorologique indien (IMD). Au Bangladesh, une réunion d’urgence du cabinet gouvernemental décida de couper tout congé pour les employés de l’État durant une semaine et lors de son intensification pour atteindre la catégorie 4 de l’échelle de Saffir-Simpson , des milliers de personnes travaillant aux services d’urgence ainsi que 40 000 volontaires du Croissant-Rouge furent mis sur pied d'alerte dans l’est de l’Inde et au Bangladesh. 
Une évacuation massive des zones côtières et de celles se situant près du niveau de la mer fut décrétée à la suite d'une prévision de la hauteur de l'onde de tempête, envoyée par le Dr. Hassan Masquariqui de l'Université d'État de Louisiane aux autorités du Bangladesh, qui prédisait une inondation à grande échelle de celles-ci,. Au total, de 1,5 à 2 millions de personnes au Bangladesh se réfugièrent dans abris cycloniques mis à leur disposition,. Cependant, certains sont retournés à leurs maisons, lassés d'attendre la tempête et pensant qu'il s'agissait d'une fausse alerte comme celle au tsunami lancée au mois de septembre précédent. Les fonctionnaires locaux ont tenté en vain de les persuader de l'arrivée imminente du cyclone. D'autres ne se sont jamais rendus et des milliers de Bengalis furent ainsi tués parce qu'ils n'avaient pas pris au sérieux les appels des autorités. Les principaux ports ont également été fermés.

## Impacts

Trajectoire du passage de Sidr (flèche) et régions inondées (bleu foncé) ou en partie inondées (bleu clair) au Bangladesh.

En Inde, l’onde de tempête qui frappa la côte atteignit 3 mètres au nord de Chennai dans l’État de Tamil Nadu en Inde, causant la panique dans la flotte de pêche,. La dévastation au Bangladesh fut généralisée : maisons et écoles soufflés, bidonvilles rasés, arbres énormes déracinés, etc. La côte reçut d’importantes quantités de pluie alors que pour Dhaka et le reste du pays la pluie fut assez légère. Les villes côtières de Patuakhali, Barguna et Jhalokati furent frappées par une onde de tempête de plus de cinq mètres. Environ un quart du site mondial des Sundarbans fut endommagé et on estime à 40 ans le temps nécessaire à sa régénération naturelle. La capitale Dhaka fut également sévèrement touchée par des pannes électriques et du service d’aqueduc, des inondations et des bris par le vent. La récolte de riz de décembre fut complètement perdue. 
Quelques responsables locaux ont décrit les dommages comme étant pires que ceux laissés par le cyclone Gorky de 1991 qui a fait 138 000 morts. Sidr a fait au moins 3 447 morts et les régions les plus touchées sont celles de Barguna avec 423 décès et Patuakhali avec 385. La plupart de ces pertes de vie sont dues aux effets du vent mais on sait qu’au moins treize pêcheurs sont morts dans le district de Faridpur au Bangladesh quand leurs bateaux se renversèrent. Le directeur du Croissant Rouge au Bangladesh pense que le compte final pourrait atteindre les 10 000 morts car plus de 3 000 pêcheurs manquent à l’appel sur 500 embarcations. Cependant, le total aurait été beaucoup plus grand n'eut été des évacuations massives et de la présence d'abris. Ces précautions découlent de l'expérience antérieure avec le cyclone de Bhola et le cyclone Gorky ainsi que des prévisions des effets de l'onde de tempête par un modèle numérique roulé à l'Université d'État de Louisiane. L’estimation des dommages se monte à près de 929 millions $US .

## Aide internationale

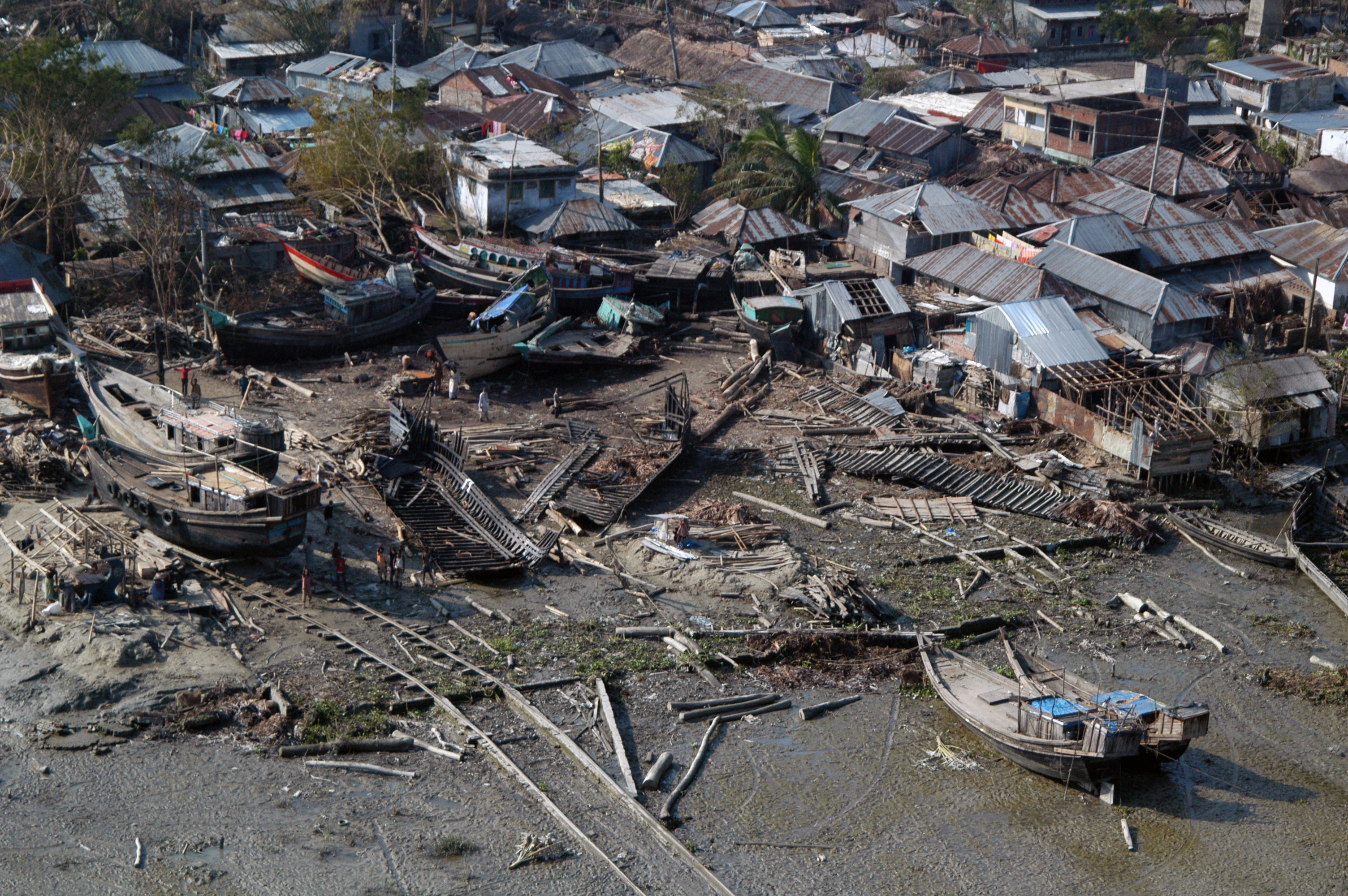
Dégâts du cyclone Sidr.

En plus de la dévastation laissée par Sidr, d'importants problèmes d'hygiène et de maladies se sont répandus à cause de la pénurie d'eau potable. Les effets du cyclone s'ajoutèrent à celle de plusieurs inondations au cours de l'année 2007. Cinq navires de la Marine du Bangladesh ont eu pour mission de ravitailler en nourriture, en eau potable et en médicaments les régions les plus durement touchées.
Vingt-quatre pays ont promis une aide qui devrait atteindre 4,1 milliards de dollars. Le principal donateur est l'Arabie saoudite, avec une contribution de 100 millions de dollars. Les États-Unis ont promis 14,4 millions $US en aide et ont déployé deux navires de débarquement, transportant chacun 20 hélicoptères, pour distribuer vivres et médicaments. 3 500 Marines et des équipes de l'USAID qui se sont rendus sur place à cet effet. Les États-Unis sont, avec le Pakistan, le seul pays étranger à avoir déployé des forces militaires au Bangladesh à des fins d'opérations de secours. La part de la Communauté européenne est de 1,5 million € (2,4 millions $US).
Plusieurs organisations non gouvernementales se sont rendues également sur place pour aider : les volontaires de World Vision se sont occupés de reloger les 20 000 abris, la Croix-Rouge internationale et le Croissant-rouge du Bangladesh se sont occupés de lever des fonds et des secours sur place. À l'initiative de Twenty20, l'équipe de cricket de Nouvelle-Zélande, en tournée au Bangladesh, a donné les recettes d'un match au fonds de secours et l'International Cricket Council y a ajouté 250 000 $US.